# Pfeilblättrige Teichrose
Die Pfeilblättrige Teichrose (Nuphar sagittifolia (Walter) Pursh, Syn.: Nuphar lutea subsp. sagittifolia (Walter) E.O. Beal, Nymphaea sagittifolia Walter) ist eine Pflanzenart aus der Familie der Seerosengewächse (Nymphaeaceae).

## Merkmale
Die Pfeilblättrige Teichrose ist eine ausdauernde Wasserpflanze mit einem Rhizom, das einen Durchmesser von 2 bis 2,5 cm aufweist. Die Schwimmblattspreite ist breit, linealisch bis fast lanzettlich, ist drei- bis fünfmal so lang wie breit und misst 15 bis 30 (selten bis 50) × 5 bis 10 (selten bis 11,5) Zentimeter.
Die zwittrigen, radiärsymmetrischen Blüten weisen einen Durchmesser von  2 bis 3 cm auf. Es sind sechs Kelchblätter vorhanden. Es sind viele spiralig angeordnete Kronblätter vorhanden. Die Narbenscheibe ist zehn- bis 14-strahlig. Die Blütezeit reicht von Juni bis August.
Die grüne, eiförmige Frucht weist eine Länge von 3 bis 3,5 cm und einen Durchmesser von 2 bis 3 cm auf; sie ist an der Basis glatt und nach oben hin stark gerippt. Die Samen sind 4 bis 5 mm groß.

## Vorkommen
Die Pfeilblättrige Teichrose kommt im warmgemäßigten östlichen Nordamerika in Flüssen, Teichen und Seen in Küstennähe in Höhenlagen von 0 bis 50 Meter vor. Ihre ursprünglichen Vorkommen liegen in South Carolina, im östlichen North Carolina und im südöstlichen Virginia.

## Nutzung
Die Pfeilblättrige Teichrose wird als Aquarienpflanze und selten als Zierpflanze in Gartenteichen genutzt.